# Краљевски пристанак
Краљевски пристанак је метод којим монарх формално одобрава акт законодавног тела, било директно или преко званичника који делује у име монарха. У неким јурисдикцијама, краљевски пристанак је еквивалентан проглашењу, док је у другим то посебан корак. Под модерном уставном монархијом, краљевски пристанак се сматра мало више од формалности. Чак и у земљама као што су Уједињено Краљевство, Норвешка, Холандија, Лихтенштајн и Монако које и даље, у теорији, дозвољавају свом монарху да ускрати пристанак на законе, монарх то готово никада не чини, осим у страшним политичким ванредним ситуацијама или по савету владе. Док су европски монарси некада често користили право вета ускраћивањем краљевске сагласности, таква појава је била веома ретка од осамнаестог века.
Краљевски пристанак се обично повезује са разрађеном церемонијом. У Уједињеном Краљевству, Суверен се може лично појавити у Дому лордова или може именовати Лордове комесаре, који објављују да је краљевски пристанак дат на церемонији одржаној у Вестминстерској палати у ту сврху. Међутим, краљевски пристанак се обично даје мање церемонијално путем писама патента. У другим нацијама, као што је Аустралија, генерални гувернер (као представник монарха) има право да распусти парламент и да потпише закон. У Канади, генерални гувернер може дати пристанак или лично на церемонији у Сенату или писаном изјавом којом се обавештава парламент о њиховом пристанку са предлогом закона.

## Употреба
Монарх данас не би ставио вето на закон, осим на савет министара. Роберт Блекбурн је сугерисао да је монархово давање краљевске сагласности сада ограничено на одговарајући поступак и представља потврду да је закон прошао све успостављене парламентарне процедуре, док је Родни Бразир тврдио да монарх и даље може да одбије краљевски пристанак на закон који је „тражио да поткопају демократске основе устава“. Међутим, Бразир је наставио да признаје да би тако нешто довело до "озбиљних потешкоћа у дефинисању" и да би било боље да монарх тражи другачији начин да изрази своју забринутост. Једина ситуација у којој би краљевски пристанак могао бити одбијен била би да је закон усвојен од стране законодавних домова или кућа противно жељама кабинета, а фаза краљевског пристанка понудила би последњу прилику да спречи да закон постане закон.

### Уједињено Краљевство
Пре него што је Краљевски пристанак Законом о комисији 1541 дозвољавала делегирање овлашћења на лордске комесаре, пристанак је увек морао да да Суверен лично пред парламентом. Последњи пут ју је суверен дао лично у парламенту за време владавине краљице Викторије на пророгацији 12. августа 1854. Закон је укинут и замењен Законом о краљевској сагласности из 1967. године. Међутим, члан 1(2) тог закона не спречава суверена да лично изјави пристанак ако он или она то жели.
Краљевски пристанак је последњи корак који је потребан да би парламентарни закон постао закон. Када се закон представи суверену, он или она имају следеће формалне опције:
- дају краљевску сагласност, чиме ће предлог закона постати акт парламента.
- одложити пристанак на закон коришћењем резервних овлашћења, чиме се позива на вето[8]
- одбити краљевски пристанак по савету његових или њених министара.[9]

Последњи закон који је одбијен био је Закон о шкотској милицији током владавине краљице Ане 1708. године.
Парламентарна пракса Ерскина Меја саветује „... и од те санкције се не могу законски ускратити“, што значи да се рачуни морају слати на краљевски пристанак, а не да се она мора дати. Међутим, неке власти су изјавиле да Суверен више нема моћ да ускрати пристанак на предлог закона противно савету министара.
Према савременим уставним конвенцијама, Суверен генерално делује на основу савета својих министара и у складу са њима. Међутим, међу научницима постоји одређена неслагања око тога да ли монарх треба да ускрати краљевску сагласност на закон ако га то саветују његови или њени министри.
Пошто ови министри најчешће уживају подршку парламента и добијају усвајање закона, мало је вероватно да би саветовали суверена да ускрати пристанак. Дакле, у савременој пракси, ово питање се никада није појавило, а краљевски пристанак није ускраћен. Ова могућност је настала током првих дана премијерског мандата Бориса Џонсона док је Велика Британија преговарала о споразуму о Брегзиту са ЕУ. Председавајући Доњег дома дозволио је расправу о предлогу закона против жеља владе, а тадашња влада је заправо била у мањини по питању најхитнијег парламентарног питања у то време. Као такви, кружиле су гласине да би премијер могао саветовати тадашњем суверену, Елизабету II, да ускрати пристанак на неповољан закон.

#### Историјски развој
Првобитно је законодавну власт вршио суверен који је деловао по савету Curia regis, или краљевског већа, у коме су учествовали виши магнати и свештенство и који је еволуирао у парламент. Године 1265, Симон V Монфорт је неправилно сазвао комплетан парламент без краљевског овлашћења. Чланство у такозваном моделском парламенту, основаном 1295. под Едвардом I Плантагенетом, на крају је постало подељено на два огранка: бискупи, опати, грофови и барони формирали су Дом лордова, док су два витеза из сваког округа и два грађанина из сваке општине је водила Доњи дом. Краљ би тражио савет и пристанак оба дома пре доношења било каквог закона.
Током владавине Хенрија VI Ланкастера, постала је редовна пракса да два дома доносе законе у облику закона, који неће постати закон ако се не добије сагласност суверена, пошто је суверен био, и још увек остаје, доносилац закона. Дакле, сви акти укључују клаузулу „Било то донесено од стране Краљевог (Краљичиног) најизврснијег величанства, уз савет и пристанка лордова Духовних и Привремених, и Заједнице, у овом садашњем парламенту који је окупљен, и ауторитетом исто, како следи...“. Закони Парламента из 1911. и 1949. пружају другу потенцијалну преамбулу ако би Дом лордова био искључен из процеса.
Монарси су често осујећивали моћ парламента да доноси законе. Чарлс I Стјуарт је распустио парламент 1629. године, након што је усвојио предлоге и законе који су критиковали – и покушавали да ограниче – његово произвољно вршење власти. Током једанаест година личне владавине које су уследиле, Чарлс је изводио правно сумњиве радње као што је подизање пореза без одобрења парламента.
Форма крунидбене заклетве коју су полагали монарси до и укључујући Џејмса I и Чарлса I укључивао је обећање (на латинском) да ће се придржавати законитих закона и обичаја quas vulgus elegerit. Постојала је контроверза око значења ове фразе: глагол elegerit је вишезначан, представљајући или будући перфект („који ће обични људи изабрати“), или перфектни субјунктив („који обични људи могу одабрали"). Чарлс I је, усвајајући потоње тумачење, сматрао да је посвећен само одржавању оних закона и обичаја који су већ постојали у време његовог крунисања. Дуги парламент је дао предност претходном преводу, тумачећи заклетву као обавезу да се пристане на било који закон који донесе Парламент, као представник „простог народа“. Конвенција о рестаурацији, Парламент је решио то питање уклањањем спорне фразе из Заклетве.
Након енглеског грађанског рата, прихваћено је да се парламент редовно сазива, али је и даље било уобичајено да монарси одбијају краљевски пристанак на законе. Законом о побуни из 1661. чак је издајнички увреда сугерисање да парламент има „законодавну власт без краља“.  Године 1678., Чарлс II Стјуарт је ускратио свој пристанак на предлог закона „за очување мира у Краљевини подизањем милиције и настављајући их на дужности два и четрдесет дана“, сугеришући да он, а не парламент, треба да контролише милицију. Вилијам III Орански је релативно либерално користио краљевски вето, ускративши сагласност на пет јавних закона између 1692. и 1696. То су били:
- Предлог закона о судијама (на који је уложен вето 1692) би регулисао таксе које наплаћују судије и уклонио право монарха да разрешава судије по својој вољи, предвиђајући да судија треба да обавља своју комисију „на основу доброг понашања“. Један савремени посматрач је известио да су Вилијамов вето препоручиле саме судије, забринуте да би им регулисање њихових такси лишило уносног извора прихода.[25]
- Закон о краљевским рудницима (на који је уложен вето 1692.) би јасно дефинисао монархово право да заплени било који рудник који садржи злато или сребро. Сличан закон је поново усвојен у Парламенту и добио краљевски пристанак следеће године.[25]
- Трогодишњи закон (на који је уложен вето 1693) би обезбедио да се парламент састаје једном годишње и да ниједан парламент не може да траје дуже од три године. Сличан закон, без обавезе одржавања годишњих скупштинских заседања, краљ је одобрио 1694. и постао је закон.[25]
- Предлог закона о месту (на који је уложен вето 1694) би спречио чланове парламента да прихвате било коју функцију или посао под круном без да буду поново изабрани.[25] Сличну одредбу је касније одобрио Вилијам као део Закона о наслеђивању из 1701.[29]
- Предлог закона о квалификацијама (на који је уложен вето 1696) би успоставио имовинске квалификације за чланове парламента.[25]

Карафано сугерише да је Вилијам III сматрао краљевски вето „својим личним законодавним оруђем“. Насупрот томе, последњи монарх Стјуарта, Ана, само једном је ускратила пристанак на закон. Дана 11. марта 1708. ставила је вето на закон о шкотској милицији по савету својих министара. Од тада ниједан монарх није ускратио краљевски пристанак на закон који је усвојио парламент.
Током владавине наредне династије Хановер, власт су постепено више вршили парламент и влада. Први хановерски монарх, Џорџ I, постао је претпостављени наследник, а затим и краљ касно у животу. Говорећи енглески као други језик и пошто у почетку није био упознат са британском политиком и обичајима, ослањао се на своје министре у већој мери него претходни монарси. Каснији хановерски монарси покушали су да обнове краљевску контролу над законодавством: Џорџ III и Џорџ IV су се отворено противили католичкој еманципацији и тврдили су да би давање пристанка на закон о католичкој еманципацији прекршило крунишну заклетву, која је захтевала од суверена да сачува и заштити успостављену Енглеску цркву од папске доминације, и дао би права појединцима који су били у савезу са страном силом која није признала њихов легитимитет. Међутим, Џорџ IV је невољно дао свој пристанак по савету својих министара. Дакле, како је концепт одговорности министара еволуирао, моћ ускраћивања краљевске сагласности је нестала, како у Уједињеном Краљевству, тако и у другим областима Комонвелта.
Године 1914, Џорџ V је добио правни савет о ускраћивању краљевског пристанка од владе Ирске; тада веома спорно законодавство које је либерална влада намеравала да прогура кроз парламент помоћу Закона о парламенту из 1911. Одлучио је да не ускрати пристанак без „убедљивих доказа да би то спречило националну катастрофу, или барем имало смирујући ефекат на ометајуће услове тог времена“.
Разговарало се о томе да би у модерним временима влада могла да саветује монарха да ускрати краљевски пристанак, али да би изабрани политичари требало да настоје да избегну такав сценарио.

##### Шкотска
Краљевски пристанак је последња фаза у законодавном процесу за акте шкотског парламента. Процес је регулисан члановима 28, 32, 33 и 35 Закона о Шкотској из 1998. године. Након што је предлог закона усвојен, председавајући шкотског парламента га подноси монарху на краљевски пристанак након периода од четири недеље, током којег ће генерални адвокат Шкотске, лорд адвокат, генерални тужилац или државни секретар за Шкотску може упутити предлог закона Врховном суду Уједињеног Краљевства (пре 1. октобра 2009, Судском комитету Тајног савета) ради ревизије његове законитости. Краљевски пристанак је означена патентним писмом под Великим печатом Шкотске како је наведено у Наредби шкотског парламента (Писма о патентима и прокламацијама) из 1999. (СИ 1999/737) и о чему је обавештење објављено у лондонским, единбуршким и бефастским листовима.
Овлашћење државног секретара Шкотске да забрани подношење акта шкотског парламента за краљевски пристанак први пут је коришћено у јануару 2023. за Предлог закона о реформи признавања полова (Шкотска).

##### Велс
Мере, које су биле средство којим је Национална скупштина Велса доносила законе између 2006. и 2011. године, одобрила је краљица Елизабета II путем Наредбе у Савету. Одељак 102 Закона о Влади Велса из 2006. захтевао је од службеника Скупштини да представи мере које је скупштина донела након периода од четири недеље током којег су генерални саветник Велса или државни тужилац могли упутити предложену меру Врховном суду на одлука о томе да ли је та мера у законодавној надлежности скупштине. Након референдума одржаног у марту 2011. године, на којем је већина гласала за проширење законодавних овлашћења скупштине , мере су замењене актима Скупштине.

##### Северна Ирска
У складу са чланом 14. Закона о Северној Ирској из 1998. године, државни секретар Северне Ирске монарху представља предлог закона који је одобрила Скупштина Северне Ирске на краљевски пристанак након четворонедељног периода чекања током којег је државни тужилац за Северну Ирску може да упути предлог закона Врховном суду. Пристанак се даје путем писма патента у следећем облику наведеном у Наредби Северне Ирске (Краљевска сагласност на рачуне) из 1999.
Између 1922. и 1972. године, налози које је усвојио Парламент Северне Ирске прослеђени су гувернеру Северне Ирске на краљевски пристанак у складу са Законом о Влади Ирске из 1920. године, који је заменио функцију лорда поручника.

##### Џерси и Гернзи
Замјеници гувернера Џерзија и Гернзија немају овлашћење да дају пристанак, нити, као пуномоћници, као представници Британске круне, дају пристанак на законе који произилазе из одговарајућих законодавних тела ових острва. Закон државе Џерси из 2005. укида овлашћење заменика гувернера да директно наметне формални вето на резолуцију државе Џерси.
Еквивалент краљевског пристанка се формално даје или формално одбија на основу формалног савета Комитета Савета за послове Џерсија и Гернзија у складу са Наредбом краљице Елизабете II од 22. фебруара 1952. године. Недавни пример када је еквивалент краљевске сагласности одбијен био је 2007. године, у вези са реформама устава Сарка. (Ревидирана верзија предложених реформи је накнадно добила еквивалент краљевског пристанка)

##### Острво Мен
Посебне процедуре се примењују на законе које доноси Тинвалд са острва Мен. Пре него што је Британска круна 1765. године купила господство Острва, сагласност лорда Мена на рачун је била означена писмом гувернеру. После 1765. године, еквивалент краљевског пристанка је прво означен писмом државног секретара гувернеру; али, током британског регентства, почела је пракса да се наредбама савета даје еквивалент краљевског пристанка законодавству Манкса, која се наставља до данас, иако је ограничена на изузетне случајеве од 1981. године. Те године је Наредбом у Савету потгувернеру делегирано овлашћење да даје краљевску сагласност на законе које је усвојио Тинвалд. Међутим, заменик гувернера мора да упути британској влади било који закон који утиче на резервисана овлашћења (одбрана, спољни односи, закон о држављанству, однос између острва и Уједињеног Краљевства и било која питања која се односе на монарха) у вези са саветом у вези са њим. деловати.
Од 1993. године, Епархијски синод Содор и Мен Енглеске цркве у провинцији Јорк има овлашћење да донесе мере које предвиђају „свако питање које се тиче Енглеске цркве на острву“. Ако их Тинвалд одобри, мера ће „имати снагу и дејство Тинвалдовог акта након што се краљевски пристанак на то објави Тинвалду“. Између 1979. и 1993. Синод је имао слична овлашћења, али ограничена на проширење мера Генералног Синода на Острво Мен. Пре 1994. године, еквивалент краљевског пристанка даван је Налогом у Савету, као и за предлог закона, али је овлашћење да додели еквивалент краљевског пристанка на мере сада делегирано на потгувернера. Мера не захтева објављивање.

#### Однос према краљевском пристанку
Принчев пристанак се разликују од краљевског пристанка. Потребни су само за законе који утичу на краљевски прерогатив и личну имовину и "личне интересе" монарха, а одобравају се пре него што парламент расправља или гласа за усвајање закона. То су интерни парламентарни пословник који би, у принципу, могао да се укине од стране парламента. Пристанак се увек даје по савету владе; монарх никада не доноси одлуку да ускрати пристанак.

### Остала подручја Комонвелта
У областима Комонвелта, осим у Уједињеном Краљевству, краљевски пристанак даје или ускраћује или суверен краљевства или, чешће, представник суверена, генерални гувернер. У Аустралији и Канади, које су федерације, пристанак у свакој држави или провинцији даје или ускраћује релевантни гувернер, односно потгувернер.
У Аустралији, у посебном случају предлога закона којим се предлаже измене устава, предлог закона се подноси бирачком телу на референдуму и мора да добије већинску подршку пре него што добије краљевски пристанак. Сви остали закони које парламент обично доноси постају акти парламента након што добију краљевски пристанак.

#### Канада
За Канаду, потгувернери могу да одложе сагласност на генералног гувернера, који може да одложи пристанак на савезне законе суверену. Ако генерални гувернер није у могућности да да сагласност, то може учинити заменик, тренутно судија Врховног суда Канаде. Током канадске историје, потгувернер је ускратио краљевски пристанак отприлике 90 пута, последњи пут у Саскачевану 1961.
У ствари, није неопходно да генерални гувернер потпише нацрт закона који је усвојило законодавство, јер је потпис само потврда. У сваком случају, парламент мора бити обавештен о давању пристанка пре него што се сматра да је закон постао закон. Доступна су два метода: представници суверена могу дати пристанак у присуству оба дома парламента. Алтернативно, свака кућа може бити обавештена посебно, обично од стране говорника те куће. Оба дома морају бити обавештена истог дана. Обавештење Доњег дома док није заседање може се дати објављивањем посебног броја часописа Доњег дома. Сенат мора да заседа, а писмо генералног гувернера мора да прочита наглас говорник.

## Развој
Иако краљевска сагласност није задржана за нацрт закона који је подржала влада Уједињеног Краљевства од 1708. године, често су га у британским колонијама и бившим колонијама ускраћивали гувернери који су поступали по краљевским упутствима. У Декларацији о независности Сједињених Америчких Држава, колонисти су се жалили да је Џорџ III „одбио свој пристанак на законе, најздравије и најнеопходније за јавно добро и забранио је својим гувернерима да доносе законе од непосредне и хитне важности, осим ако нису суспендовани у њиховој операција док се не добије његов пристанак; а када је то суспендовано, он је потпуно занемарио да се о њима брине."
Од Балфурове декларације из 1926. и Вестминстерског статута 1931. године, сва краљевства Комонвелта су била суверена краљевства, монарх и генерални гувернери делују искључиво по савету локалних министара, који генерално подржавају законодавну власт и они су који обезбеђују пролазак рачуна. Стога је мало вероватно да ће саветовати суверена, или његовог или њеног представника, да ускрате пристанак. Овлашћење да ускрати краљевску сагласност имао је заменик гувернера Алберте, Џон Ц. Боуен, 1937. године, у вези са три закона усвојена у законодавном телу којим је доминирала странка Вилијема Аберхарта Social Credit. Два закона настојала су да банке ставе под надлежност покрајине, чиме се ометају овлашћења савезне владе. Трећи, Предлог закона о тачним вестима и информацијама, наводно је приморао новине да штампају побијање владе на приче на које се покрајински кабинет противио. Неуставност сва три закона касније су потврдили Врховни суд Канаде и Судски комитет Тајног савета.
У Аустралији, технички проблеми су се појавили уз краљевски пристанак и 1976. и 2001. године. Године 1976, предлог закона који потиче из Представничког дома грешком је поднет генералном гувернеру и са њим је пристао. Међутим, касније је откривено да га није усвојио Сенат. Грешка је настала јер су два закона истог наслова потекла из Дома. Генерални гувернер је повукао први пристанак, пре него што је дао пристанак на предлог закона који је заправо прошао Сенат и Дом. Исти поступак је испоштован да би се исправила слична грешка која је настала 2001.

## Церемонија
У Уједињеном Краљевству, закон се подноси за краљевски пристанак након што прође све потребне фазе и у Доњем дому и Дому лордова. Према законима парламента из 1911. и 1949. године, Доњи дом може, под одређеним околностима, наложити да се предлог закона поднесе на пристанак упркос недостатку усвајања од стране Дома лордова.
Списак свих закона који су на тај начин прошли у Парламенту саставља службеник круне у канцеларији; ову листу затим одобрава службеник парламента. (Премијер, други министри и тајни саветници обично немају никаквог учешћа у састављању листе) Крунски службеник затим припрема писма о патентима у којима се наводе сви релевантни рачуни, које потом потписује монарх.
Званично, пристанак даје суверен или лордови комесари овлашћени да делују путем писама патента. Краљевски пристанак се може дати у парламенту или ван парламента; у последњем случају, свака кућа мора бити посебно обавештена пре него што закон ступи на снагу.
Секретар Парламента, званичник Дома лордова, традиционално наводи формулу на француском англо-норманском закону, указујући на одлуку сувереног. Давање краљевске сагласности на рачун о снабдевању је назначено речима „Le Roy remercie ses bons sujets, accepte leur benevolence, et ainsi le veult“, у преводу „Краљ се захваљује својим добрим поданицима, прихвата њихову благодат и тако хоће“. За друге јавне или приватне рачуне, формула је једноставно „Le Roy le veult“ („Краљ хоће“). За личне рачуне, фраза је "Soit fait comme il est désiré" ("нека се ради како се жели"). Одговарајућа формула за ускраћивање пристанка је еуфемистичка „Le Roy s'avisera“ („Краљ ће то размотрити“).
Када је суверен жена, Le Roy је замењен са La Reyne.
Пре владавине Хенрија VIII, суверен је увек лично давао свој пристанак. Суверен, који би носио круну, би седео на престолу у одаји лордова, окружен хералдима и члановима краљевског двора – сцена која се данас понавља само на годишњем државном отварању парламента. Заједница, на челу са својим председавајућим, слушала би из адвокатске коморе, одмах испред коморе. Службеник парламента је монарху представио законе који чекају пристанак, с тим што је рачуне о снабдевању традиционално износио председник. Крунски чиновник, стојећи с десна суверена, читао је затим наглас наслове закона (у ранијим временима цео текст закона). Службеник парламента, који је стајао са леве суверене, одговорио је наводећи одговарајућу норманску француску формулу.
Нови уређај за давање пристанка створен је током владавине краља Хенрија VIII. Године 1542, Хенри је покушао да погуби своју пету жену, Катарину Хауард, коју је оптужио да је починила прељубу; погубљење је требало да буде одобрено не након суђења, већ путем налога за задржавање, на који би он морао лично да пристане након што је преслушао цео текст. Хенри је одлучио да би „понављање тако страшне приче и рецитовање тако злогласног злочина“ у његовом присуству „могло поново отворити рану која се већ затвара у Краљевским грудима“. Стога је Парламент унео клаузулу у Акт о поседовању, предвиђајући да пристанак коју су дали комесари „јесте и увек је била и биће, једнако добра“ као и пристанак коју је дао лично суверен. Поступак је коришћен само пет пута током 16. века, али чешће током 17. и 18. века, посебно када је здравље Џорџа III почело да се погоршава. Краљица Викторија је постала последњи монарх који је лично дао пристанак 1854.
Када даје пристанак путем комисије, суверен овлашћује три или више (обично пет) лордова који су тајни саветници да изјаве пристанак у његово или њено име. Лордови комесари, како су познати представници монарха, носе скерлетне посланичке хаљине и седе на клупи између престола и Вуне. Службеник за читање чита комисију наглас; виши комесар тада каже: „Моји лордови, у послушности наредбама Његовог Величанства, и на основу Комисије која је сада прочитана, ми изјављујемо и обавештавамо вас, Лорде Духовних и Привремених и Заједнице у Парламенту окупљеним, да је његово Величанство дало свој краљевски пристанак на неколико поменутих аката у Комисији."
Током 1960-их, церемонија давања пристанка од стране комисије је прекинута и сада се користи само једном годишње, на крају годишњег заседања парламента. Године 1960., господин Ашер из Black Rod-а стигао је да сазове Доњи дом током бурне дебате, а неколико чланова протестовало је због ометања одбијањем да присуствује церемонији. Дебакл се поновио 1965. године; овог пута, када је председавајући напустио столицу и отишао у Дом лордова, неки чланови су наставили да држе говоре. Као резултат тога, усвојен је Закон о краљевском пристанку из 1967. године, чиме је створен додатни образац за давање краљевског пристанка. Како је објаснио државни тужилац, „било је доста негодовања не само због губитка времена у парламенту који је био умешан, већ и због прекида нити једног могуће елоквентног говора и ометања дебате која би могла бити изазвана ."
Према Закону о краљевском пристанку из 1967. године, краљевски пристанак суверен може дати у писаној форми, путем патентних писама, које се подносе председавајућем сваког дома парламента. Затим, председавајући даје званичну, али једноставну изјаву кући, упознавајући сваку кућу да је краљевски пристанак дата на поменута дела. Дакле, за разлику од давања краљевског пристанка од стране монарха лично или од стране краљевских комесара, метода створена Законом о краљевском пристанку из 1967. не захтева да се оба дома заједно састану ради добијања обавештења о краљевском пристанку. Стандардни текст патентног писма наведен је у Наредби The Crown Office (Forms and Proclamations Rules) из 1992, са мањим изменама и допунама из 2000. године. У пракси, ово остаје стандардни метод, чињеница која је оповргнута формулацијом патентног писма за именовање краљевских комесара и формулацијом патентног писма за давање краљевског пристанка у писаној форми према Закону из 1967. (..."И пошто у овом тренутку не можемо да будемо присутни у Вишем дому нашег поменутог парламента који је уобичајено место за давање наше краљевског пристанка...").
Независно од метода који се користи за означавање краљевског пристанка, одговорност је секретар парламента, након што је пристанак прописно обавештена у оба дома, не само да потврди акт у име монарха уз формалну норманску француску формулу, али да потврди да је пристанак дат. Службеник потписује једну аутентичну копију рачуна и убацује датум (на енглеском) када је оба дома достављена сагласност након наслова акта.

### Аустралија и Нови Зеланд
У Аустралији се формална церемонија давања пристанка у парламенту не користи редовно од почетка 20. века. Данас рачун у губернаторску или генерал-губернаторску резиденцију шаље кућа у којој је настао. Генерални гувернер затим потписује предлог закона и обавештава председника Сената и председника Представничког дома, који обавештавају своје домове о акцији генералног гувернера. Слична пракса се примењује и на Новом Зеланду, где генерални гувернер није лично дао краљевски пристанак у парламенту од 1875. године.

### Канада
У Канади се традиционална церемонија давања пристанка у парламенту редовно користила све до 21. века, дуго након што је укинута у Уједињеном Краљевству и другим областима Комонвелта. Један резултат, замишљен као део низа аката који имају за циљ да демонстрирају статус Канаде као независног царства, био је да је краљ Џорџ VI лично пристао на девет закона канадског парламента током своје посете Канади 1939. — 85 година након његове прабаке., краљица Викторија, последњи пут је дала краљевски пристанак лично у Уједињеном Краљевству. Према Закону о краљевском пристанку из 2002. године, на снагу је ступила алтернативна пракса давања писмене пристанка, при чему се свака кућа посебно обавештава. Председавајући Сената или представник чита сенаторима писма генералног гувернера у вези са писаном изјавом о краљевском пристанку. Као што закон предвиђа, краљевски пристанак треба да означи — генерални гувернер или заменик, обично судија Врховног суда.
Церемонија краљевског пристанка се одржава у Сенату, пошто је суверену традиционално забрањен приступ у Доњи дом. На дан догађаја, председник Сената ће комори прочитати обавештење секретара генералном гувернеру у коме ће се навести када ће доћи вицекраљ или његов заменик. Сенат након тога не може да прекине рад све док се не заврши церемонија. Говорник се помера да седне поред трона. Носилац буздова, са топузом у руци, стоји поред њега или ње, а генерални гувернер улази да заузме говорничку столицу. 
Послужитељу Black Rod-а онда је говорник наредио да позове чланове парламента, који прате Black Rod назад до Сената, наредника који носи буздован Доњег дома. У Сенату, они из Заједнице стоје иза шанка, док Black Rod наставља да стоји поред генералног гувернера, који затим клима главом да би означио краљевски пристанак на представљене рачуне (које не укључују рачуне за набавку). Када је листа закона завршена, службеник Сената изјављује: „у име његовог [или њеног] величанства, његова [или њена] екселенција генерални гувернер [или заменик] даје пристанак на ове законе.“
Ако постоје рачуни за набавку за добијање краљевског пристанка, председник Доњег дома ће прочитати њихове наслове, а службеник Сената их понавља генералном гувернеру, који клима главом да би саопштио краљевски пристанак. Када су сви ови налози прихваћени, службеник Сената рецитује „у име његовог [или њеног] величанства, његова [или њена] екселенција, генерални гувернер [или заменик] захваљује својим [или њеним] лојалним поданицима, прихвата њихове благонаклоност, и пристанак на ове законе“. Генерални гувернер или његов или њен заменик тада напуштају Парламент.

## Друге земље
У неким монархијама — као што су Белгија, Данска, Јапан, Малезија, Холандија, Норвешка, Шпанија и Тајланд — потребно је проглашење као и краљевски пристанак. У Шведској је, међутим, монарх уклоњен из процеса 1975. године ; уместо тога, влада (тј. кабинет којим председава премијер) званично проглашава законе. У оба случаја, међутим, процес пристанка и проглашења је обично формалност, било на основу уставне конвенције или експлицитне одредбе устава.
У члану 109 устава: „Краљ санкционише и проглашава законе“. У Белгији, краљевски пристанак се назива sanction royale / koninklijke bekrachtiging (Краљевска санкција), а даје је тако што краљ потписује предложени статут (и министар који га супотписује). Белгијски устав захтева да теоретски могуће одбијање краљевске санкције потпише — као и сваки други акт монарха — министар одговоран пред Представничким домом. Монарх проглашава закон, што значи да он или она формално наређује да се закон званично објави и изврши. Године 1990, када је краљ Бодуен рекао свом кабинету да не може по савести да потпише закон о декриминализацији абортуса (одбијање очигледно није покривено од стране одговорног министра), Савет министара је, на краљев захтев, прогласио Бодуена неспособним да изврши своја овлашћења. У складу са белгијским уставом, након проглашења неспособности сувереног, Савет министара је преузео овлашћења шефа државе све док парламент не донесе одлуку о неспособности краља и именује регента. На предлог закона тада су дали пристанак сви чланови Савета министара „у име белгијског народа“. На заједничком састанку оба дома парламента прогласила су краља способним да поново врши своја овлашћења следећег дана.

### Јапан
У члановима 6 и 7 Устава Јапана помињу се одлуке парламента које захтевају одобрење цара. Ово су неки од такозваних "acts of state" (国事行為 kokuji-kōi), а према члану 3. Устава, државни акти захтевају савет и одобрење Кабинета, што је у надлежности Кабинета.

### Јордан
Устав Јордана даје његовом монарху право да ускрати пристанак на законе које доноси његов парламент. Члан 93 тог документа даје јорданском суверену шест месеци да потпише или стави вето на било који закон који му је послата из Народне скупштине. Ако уложи вето у том року, скупштина може надјачати његов вето двотрећинским гласовима оба дома. У супротном, закон не ступа на снагу, али ће можда бити поново разматран на следећој седници скупштине. Ако монарх не поступи у року од шест месеци након што му је предлог закона представљен, постаје закон без његовог потписа.

### Луксембург
Док је члан 34 устава Луксембурга раније захтевао од великог војводе или војвоткиње да санкционишу и прогласе нови закон да би он ступио на снагу, потребна санкција је уклоњена 2008. године, након што је велики војвода Анри обавестио свог премијера да не може у добром пристанак савести на закон о дозволи еутаназије у земљи. Каснији уставни амандман уклонио је потребу за пристанком, а задржао потребу да велики војвода проглашава нове законе. Потпис великог војводе је и даље неопходан, али не подразумева пристанак, већ само проглашење (објава да је закон донео парламент). Велики војвода је потписао Закон о еутаназији према овом новом уставном уређењу.

### Норвешка
Чланови 77–79 норвешког устава изричито дају монарху Норвешке право да ускрати краљевски пристанак на било који предлог закона који је донео Стортинг. Ако монарх икада одлучи да искористи ову привилегију, члан 79 пружа начин на који се његов вето може превазићи: „Ако је предлог закона донесен непромењен на два заседања Стортинга, конституисана након два одвојена узастопна избора и одвојена од сваке друго најмање две седнице Стортинга у међувремену, а да било који Стортинг није донео различит предлог закона у периоду између првог и последњег усвајања, а затим се подноси краљу са молбом да Његово Величанство не одбије његов пристанак на предлог закона који, након најзрелијег разматрања, Стортинг сматра корисним, он ће постати закон чак и ако краљевски пристанак не буде дат пре него што Стортинг оде на паузу."

### Шпанија
У другом делу шпанског устава из 1978. године, међу одредбама које се односе на круну, члан 62(а) улаже санкцију (тј. Краљевски пристанак) и проглашење закона са монархом Шпаније. Поглавље 2 другог дела, које се односи на израду предлога закона, описује начин на који се закони доносе. Према члану 91, монарх ће дати свој пристанак и објавити нови закон у року од петнаест дана од дана усвајања закона од стране Кортеса. Члан 92 даје монарху право да распише референдум, по савету председника владе и по овлашћењу кортеса.
Ниједна уставна одредба не дозвољава монарху да директно стави вето на закон; међутим, ни устав не забрањује сувереном да ускрати краљевски пристанак. Када су шпански медији питали краља Хуана Карлоса I да ли би подржао закон о легализацији истополних бракова, он је одговорио: „Soy el Rey de España y no el de Bélgica“ („Ја сам краљ Шпаније, а не Белгије“ )—помињање белгијског краља Бодуена, који је одбио да потпише белгијски закон о легализацији абортуса. Краљ је 1. јула 2005. дао краљевску сагласност на Закон 13/2005; закон је објављен у Boletín Oficial del Estado 2. јула и ступио на снагу 3. јула 2005.

### Тонга
Чланови 41 и 68 устава овлашћују краља да ускрати краљевски пристанак на предлоге закона које је усвојила Законодавна скупштина. Краљевина је 2010. кренула ка већој демократији, а краљ Џорџ Тупоу V рекао је да ће га у вршењу својих овлашћења водити његов премијер. Ипак, ово не искључује независну краљевску одлуку да искористи право вета. Скупштина је у новембру 2011. усвојила Предлог закона о оружју и муницији (амандман) којим су смањене могуће кривичне казне за недозвољено поседовање ватреног оружја. Предлог закона је усвојен са десет гласова за и осам против. Два члана скупштине недавно су оптужена за недозвољено држање ватреног оружја. Премијер, лорд Туʻивакано, гласао је за амандман. Опозиционари су осудили предлог закона и затражили од краља да стави вето, што је он и учинио у децембру.